# Parque de las Glorias
El parque de las Glorias (en catalán: parc de les Glòries) se encuentra en la plaza de las Glorias Catalanas, en el distrito de Sant Martí de Barcelona. El parque original fue construido en 1992 con un proyecto de Andreu Arriola, Bet Figueras y Artur Juanmartí. Tras las obras de remodelación de la plaza se creó un nuevo parque, inaugurado parcialmente en 2019 y de forma definitiva en 2025, siguiendo el proyecto de la agencia paisajística francesa Agence Ter, con diseño de Ana Coello de Llobet.

## Antiguo parque

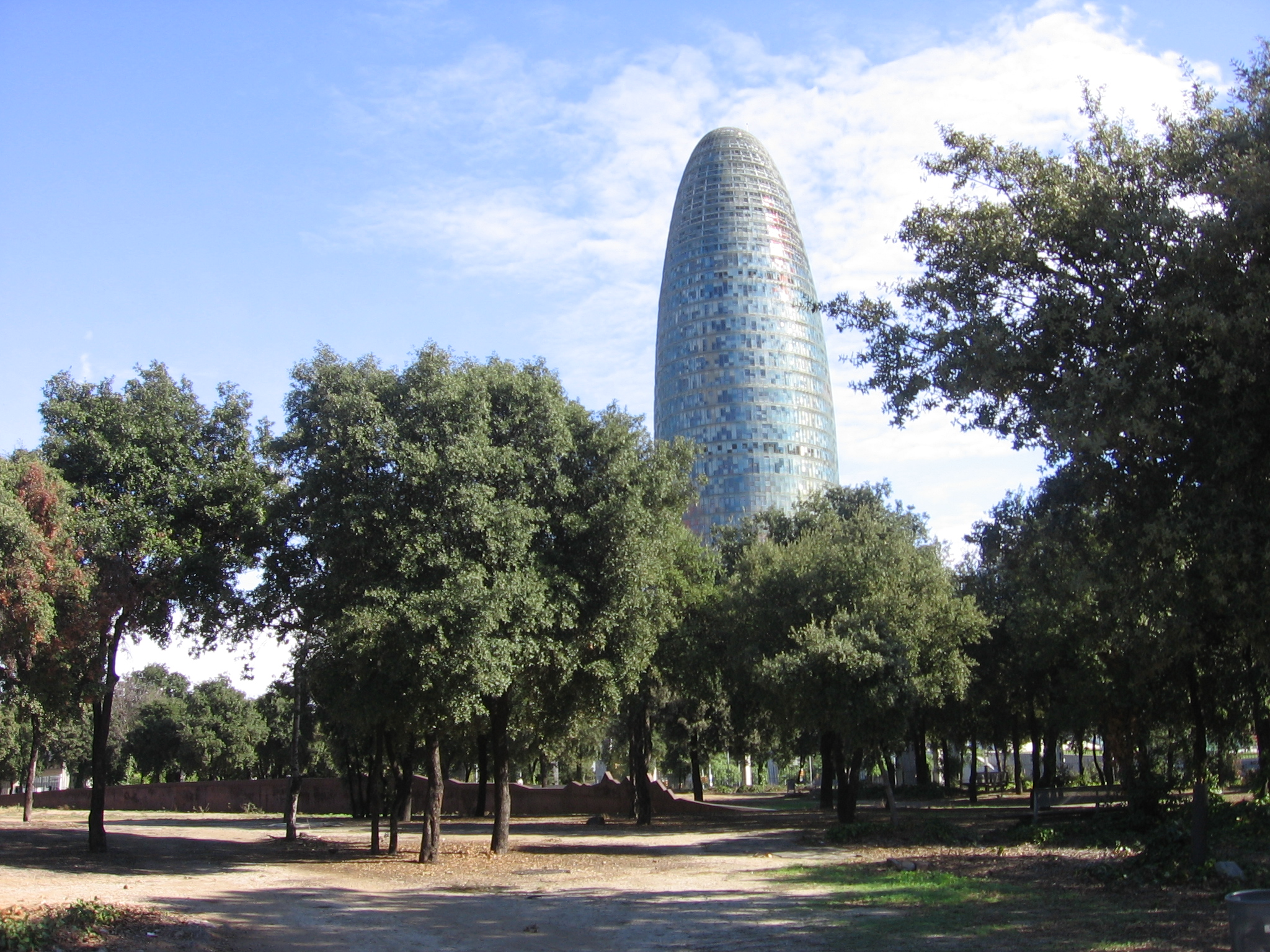
Antiguo parque de las Glorias

Este parque se construyó para descongestionar la plaza de las Glorias Catalanas, en el espacio interior de un nudo viario de comunicaciones formado por la confluencia de la avenida Diagonal, la Gran Vía de las Cortes Catalanas y la avenida Meridiana, uno de los principales ejes viarios de la ciudad, con un abundante tráfico que así quedaba un poco amortiguado gracias a la vegetación del parque. La ordenación de la plaza se llevó a cabo entre 1990 y 1992, con un proyecto de los arquitectos Andreu Arriola, Bet Figueras y Artur Juanmartí.
Era un parque de vegetación mediterránea, con predominio de alcornoques, alternando los árboles con parterres de césped y tapizados de hiedra. A todo lo largo del perímetro circular del parque se situaban doce grandes losas de mármol dedicadas a diversos aspectos destacados de la historia de Cataluña, en alusión a las Glorias Catalanas que dan nombre a la plaza, diseñadas por Andreu Arriola.

## Nuevo parque
El parque actual se instaló tras una remodelación de la plaza iniciada en 2014 con el objetivo de soterrar el tráfico y crear una gran zona verde. En marzo de 2014 comenzó el derribo del anillo viario y en octubre de dicho año la construcción de los túneles bajo la plaza y la urbanización del entorno. El proyecto del nuevo parque, conocido como Proyecto Canopia, es obra de UTE Agence Ter & Ana Coello de Llobet.

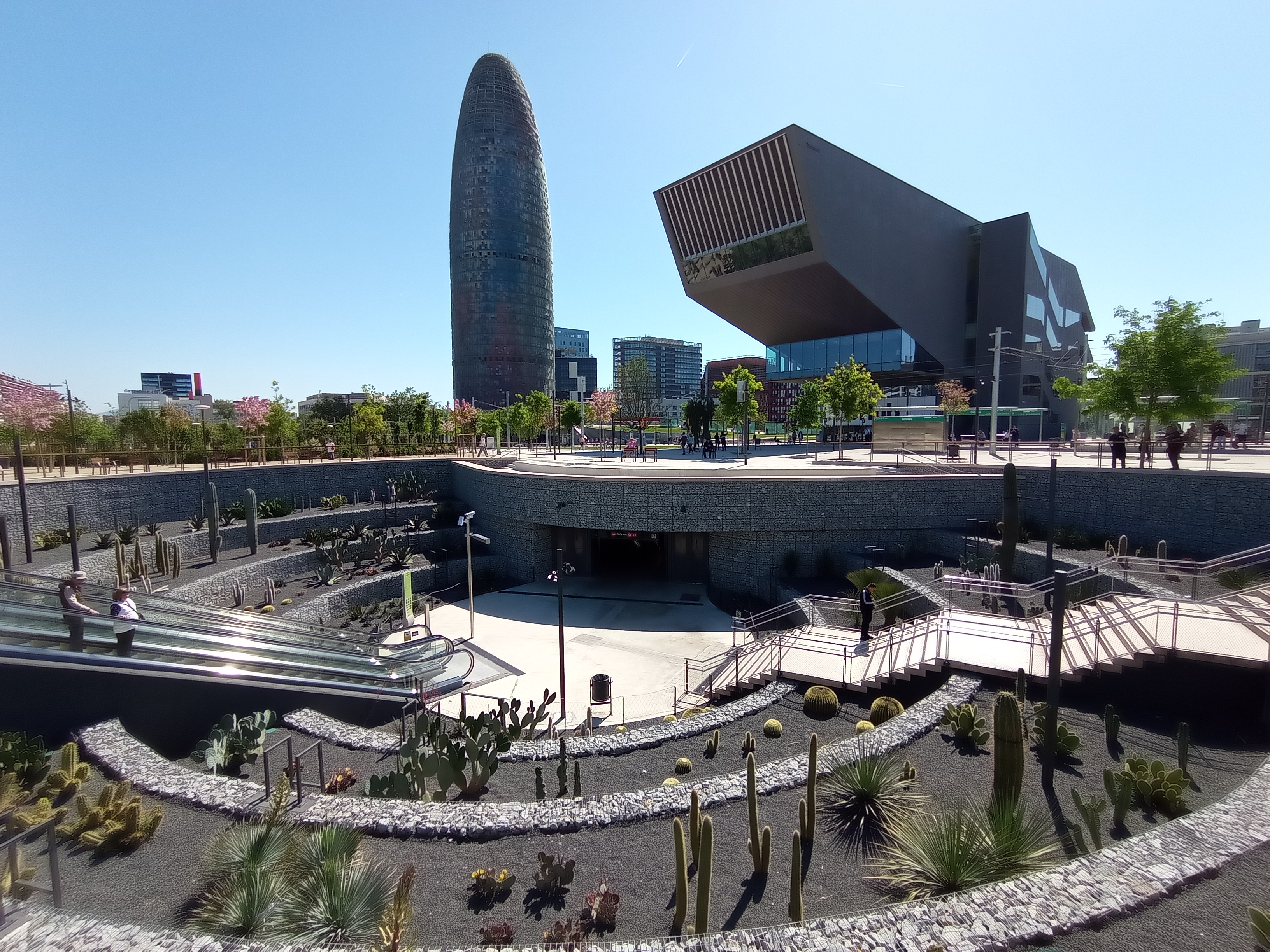
El jardín de cactus con la torre Glòries y el Museo del Diseño al fondo

La primera fase del parque fue inaugurada el 6 de abril de 2019 con la apertura del anillo central del parque, una superficie de 20 400 m² dominada por el Gran Claro, una gran explanada de césped de 1,1 hectáreas ubicada donde el antiguo nudo viario. Junto a este espacio central se han situado diversos espacios temáticos: los nodos de biodiversidad, unos espacios que reproducen los hábitats de un bosque mediterráneo a pequeña escala, de los que se han instalado tres; los jardines de lluvia, unos parterres con gramíneas, plantas vivaces y arbustivas que recogen el agua de lluvia y la infiltran en el subsuelo; la rambla de los Encantes, una avenida para pasear que recorre el parque siguiendo la calle Cartagena entre Consejo de Ciento y Diagonal; un espacio lúdico para juegos infantiles, un área de 1200 m² revestida de caucho con varias alturas y diversos elementos de juego; un área para perros; y el Espacio Juventud, una zona deportiva con canchas de baloncesto y mesas de ping-pong. Además de estos espacios el nuevo parque cuenta con una caseta para jardineros, un vivero provisional con diversas especies de árboles que se plantarán en las próximas fases del parque y dos quioscos-bar.
Las obras tuvieron una duración de un año, con una inversión de 17,2 millones de euros. El nuevo parque cuenta con más de 400 árboles, 1,10 km de circuito deportivo y 175 bancos y sillas.
La segunda fase fue inaugurada el 26 de abril de 2025, con una superficie de 4,3 h, que incluyen 9000 m² de zona verde. Entre los nuevos espacios se encuentran: el Umbráculo, un espacio de 700 m² para organizar eventos a la sombra; el Ágora sensorial Berta Cáceres, de 2500 m², un espacio de uso polivalente situado en un jardín de bambúes gigantes; un «jardín de inmersión» con especies vegetales adaptadas al cambio climático; un parque de agua, que abre los veranos; una zona de juegos infantiles, donde destacan unos toboganes gigantes; y un área para perros de 1200 m².
El parque cuenta con la escultura Meridiano, una pieza de acero que reproduce el perfil topográfico del meridiano que une Barcelona con Dunkerque, que sirvió para establecer la medida del sistema métrico, obra de François Scali y Alain Domingo.

## Biodiversidad

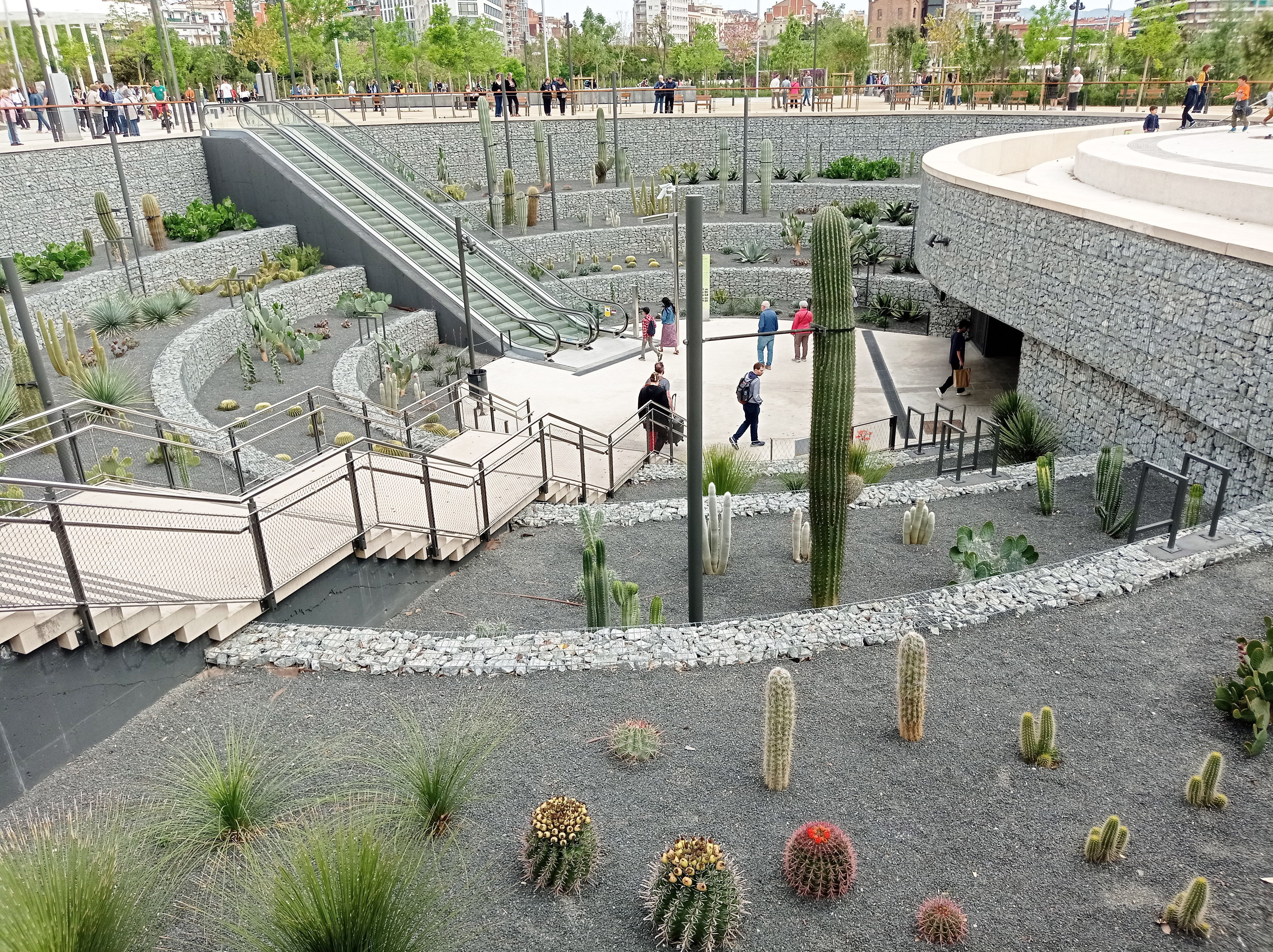
Jardín de cactus

Los nodos de biodiversidad del parque cuentan con especies vegetales como la encina (Quercus ilex), el roble cerrioide (Quercus cerrioides), el arce de Montpellier (Acer monspessulanum), el madroño (Arbutus unedo), el lentisco (Pistacia lentiscus), el durillo (Viburnum tinus) o los rosales silvestres (Rosa canina y rosa moschata). Entre las especies animales destacan pájaros como la curruca cabecinegra (Sylvia melanocephala), el verderón común (Chloris chloris) o el petirrojo (Erithacus rubecula); o insectos como la mariposa atalanta (Vanessa atalanta), la mariposa de la alfalfa (Colias croceus) o la abeja de la miel (Apis mellifera).
En el jardín de lluvia se encuentran especies vegetales como la jacaranda (Jacaranda mimosifolia), la campanilla plateada (Convolvulus cneorum), la estipa fina (Stipa tenuissima), la magarza (Argyranthemum frutescens), la nepta de jardín (Nepeta × faassenii) o la campanilla azul (Convolvulus sabatius); e insectos como la mariposa atalanta (Vanessa atalanta), la abeja de la miel (Apis mellifera), la mariposa ícaro (Polyommatus icarus) o la mariquita de siete puntos (Coccinella septempunctata).
En el jardín de cactus se hayan especies como el ágave enano (Agave pygmaea 'Dragon Toes'), el maguey pulquero (Agave salmiana), el áloe feroz (Aloe ferox), el cactus de Hertling (Browningia hertlingiana), la antorcha plateada (Cleistocactus strausii), el cactus lanoso (Espostoa guentheri), la biznaga de barril (Ferocactus horridus), la biznaga de lima (Ferocactus pilosus), el asiento de suegra (Kroenleinia grusonii), el nopal viejo (Opuntia scheeri), el nopal oreja de elefante (Opuntia undulata), el cardón grande (Pachycereus grandis), el cardón hecho (Pachycereus pecten-aboriginum), la antorcha roja (Trichocereus huascha) y la yuca picuda (Yucca rostrata).
En el jardín de bambús hay variedades como el bambú de Bisset (Phillostachys bissetii), el bambú de Castillon (Phillostachys bambusoides Castillonis), el bambú de Huangwenzhu (Phillostachys vivax Huangwenzhu), el bambú gigante dorado (Phillostachys vivax Aureocaulis), el bambú negro (Phyllostachys nigra) y el bambú de palma japonés (Semiarundinaria fastuosa).

## Galería

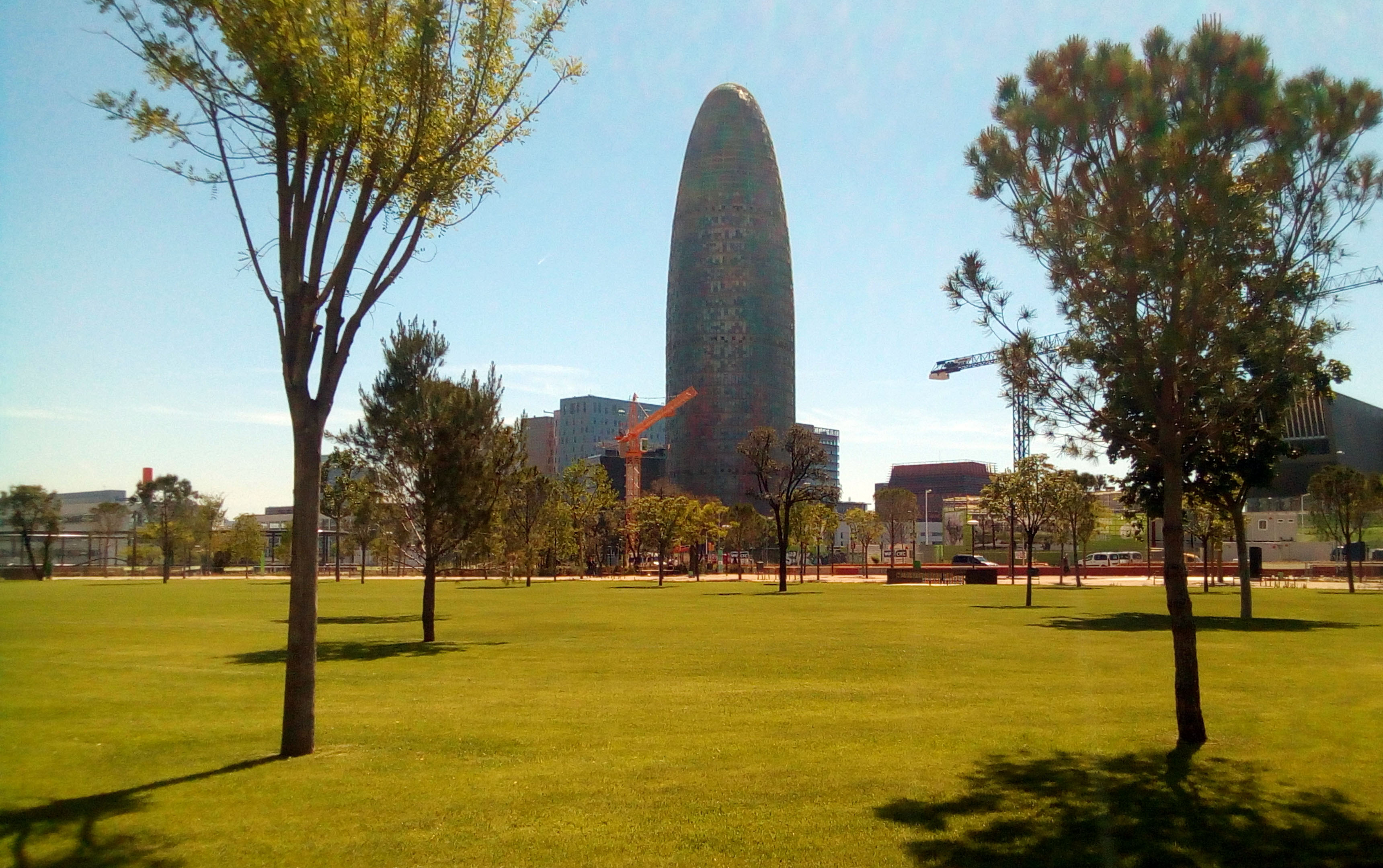
El Gran Claro
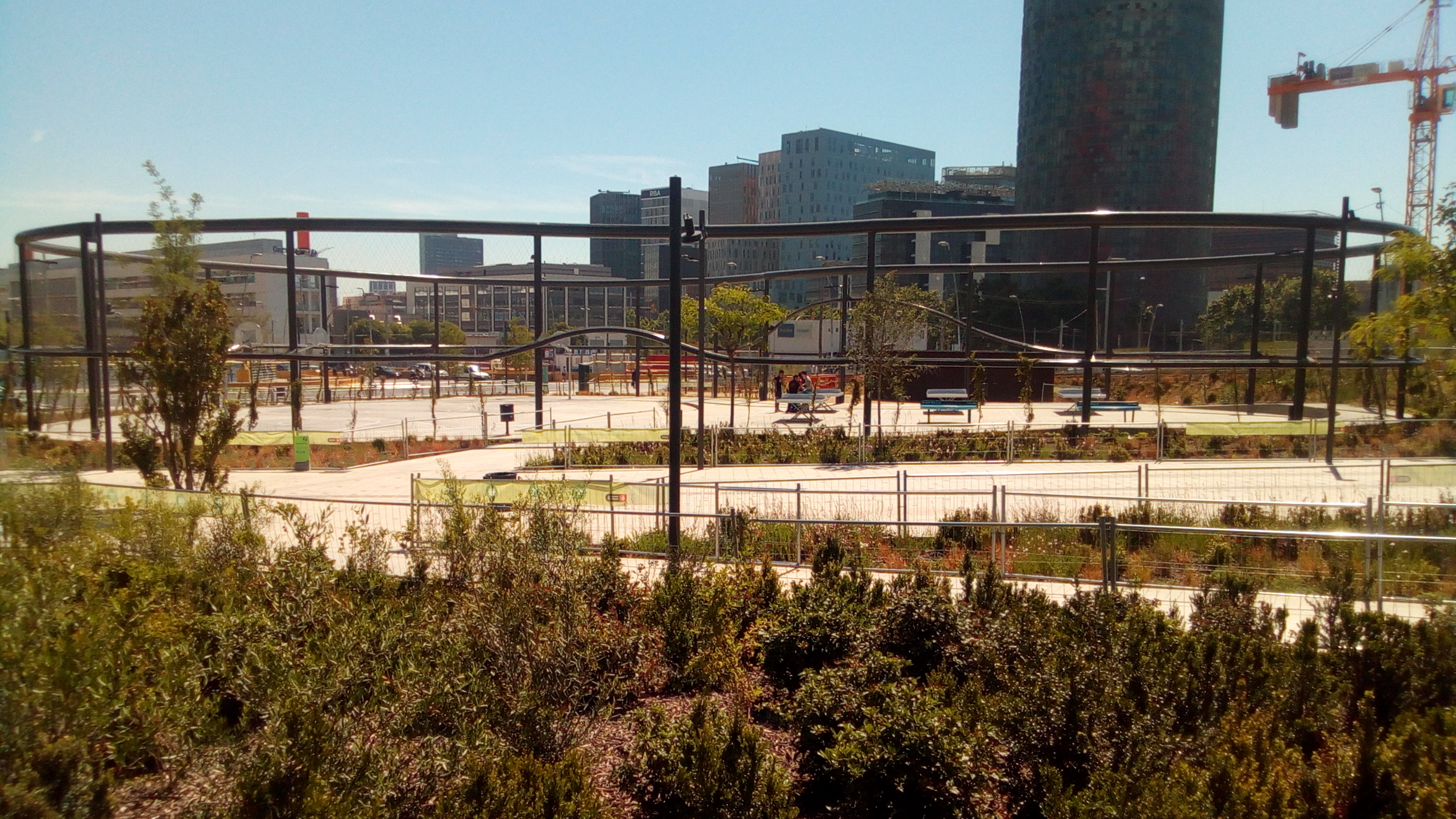
Zona deportiva
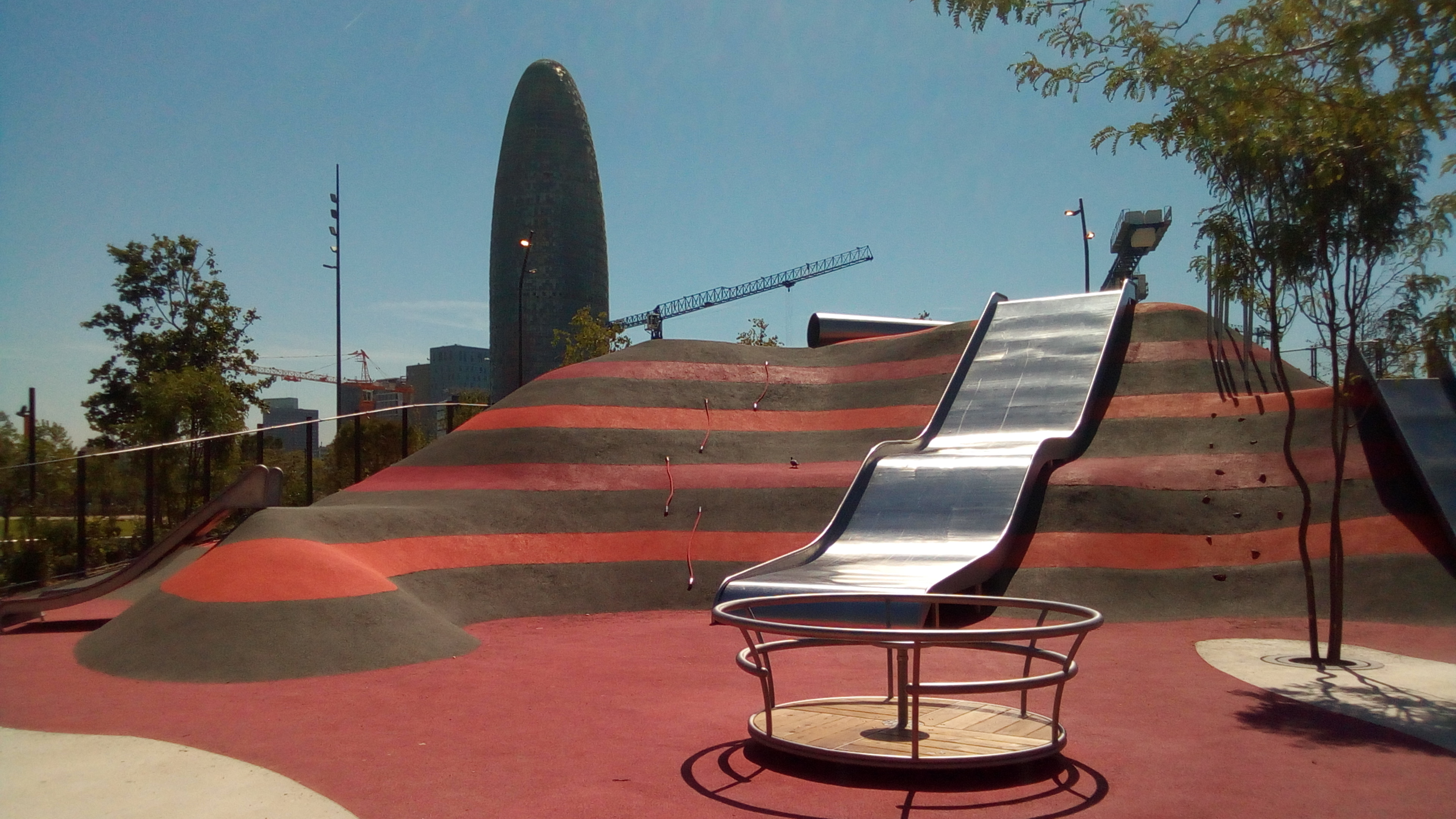
Zona infantil
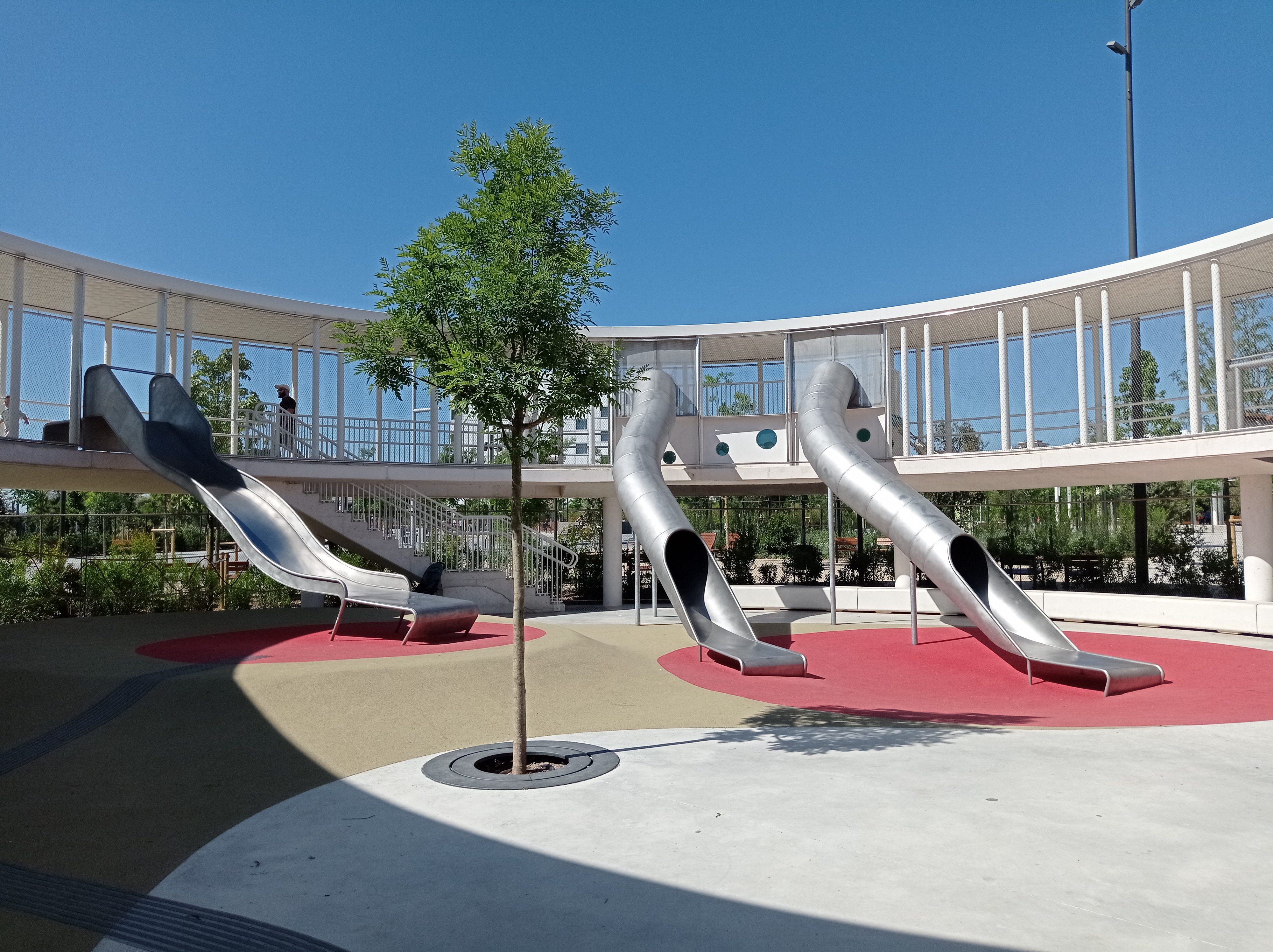
Zona infantil, toboganes
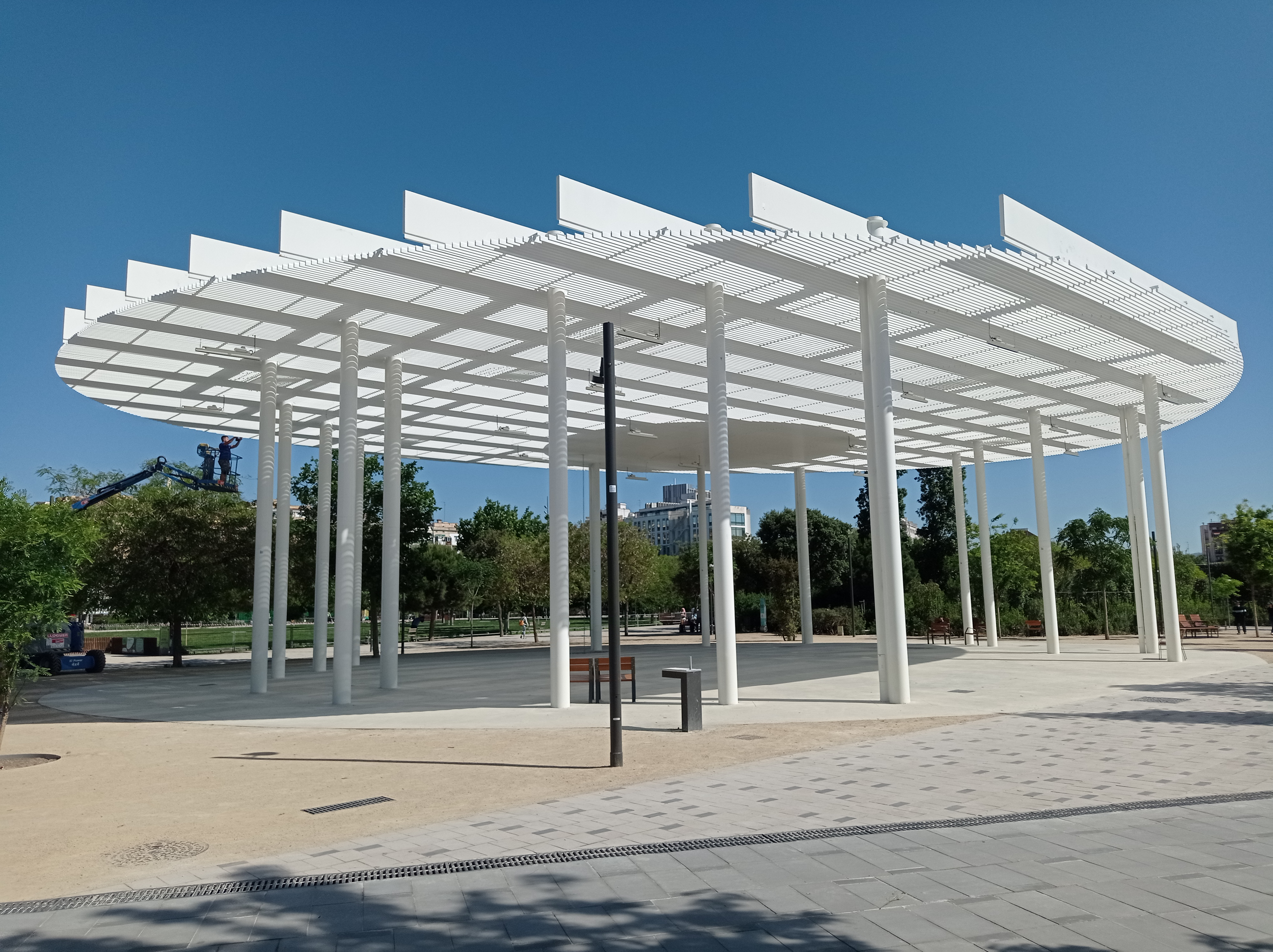
Umbráculo
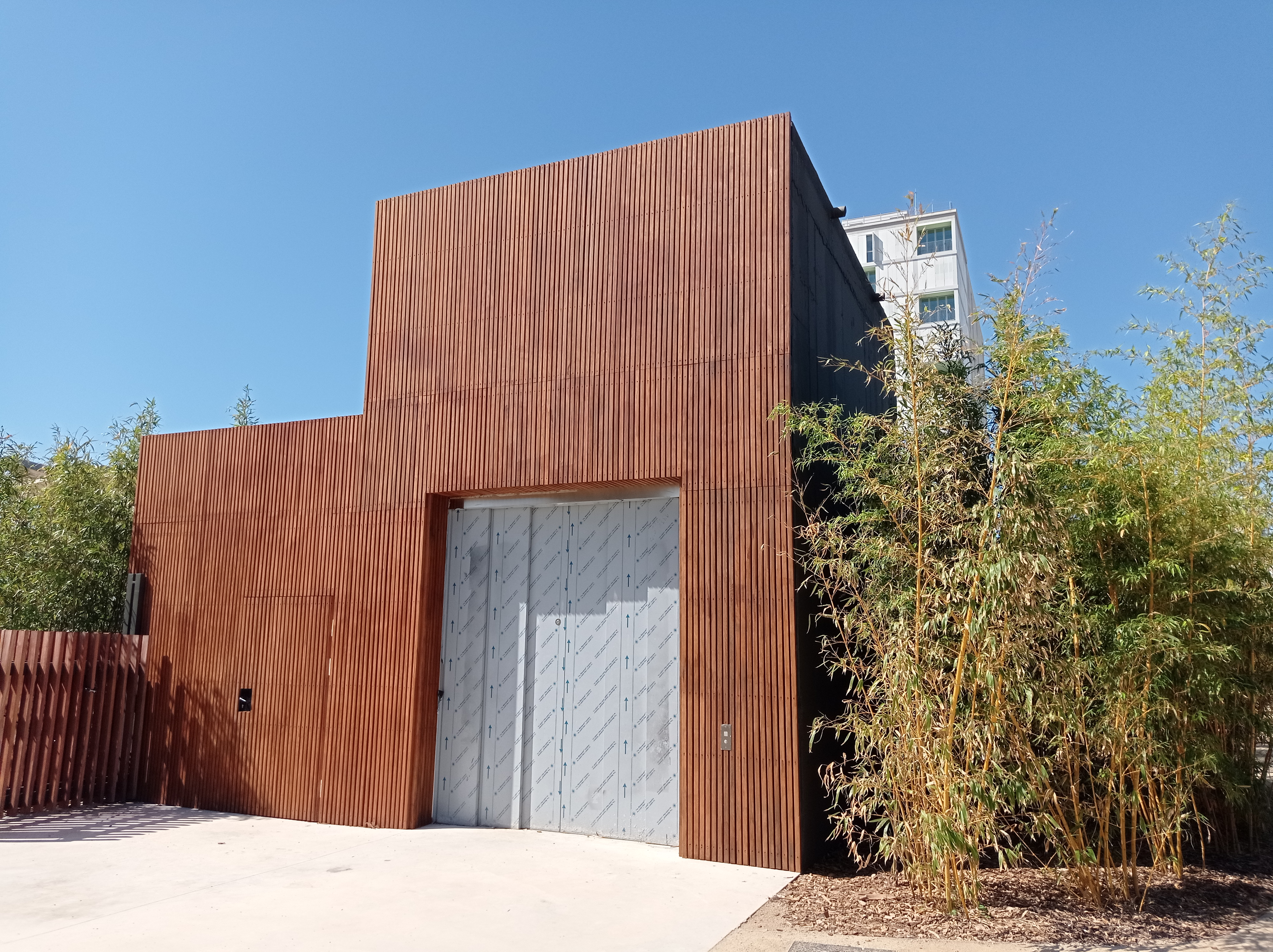
Ágora Berta Cáceres
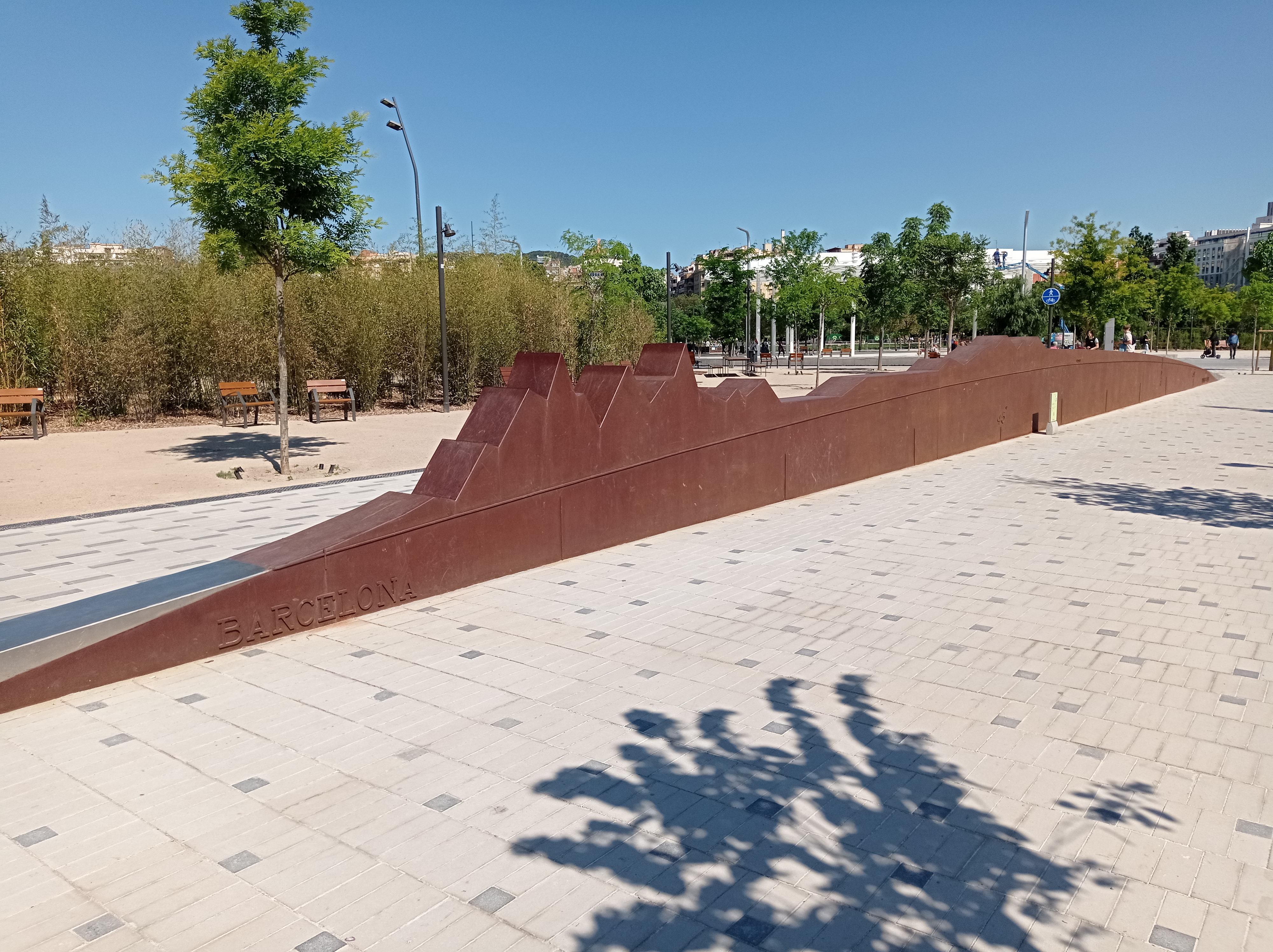
Escultura Meridiano
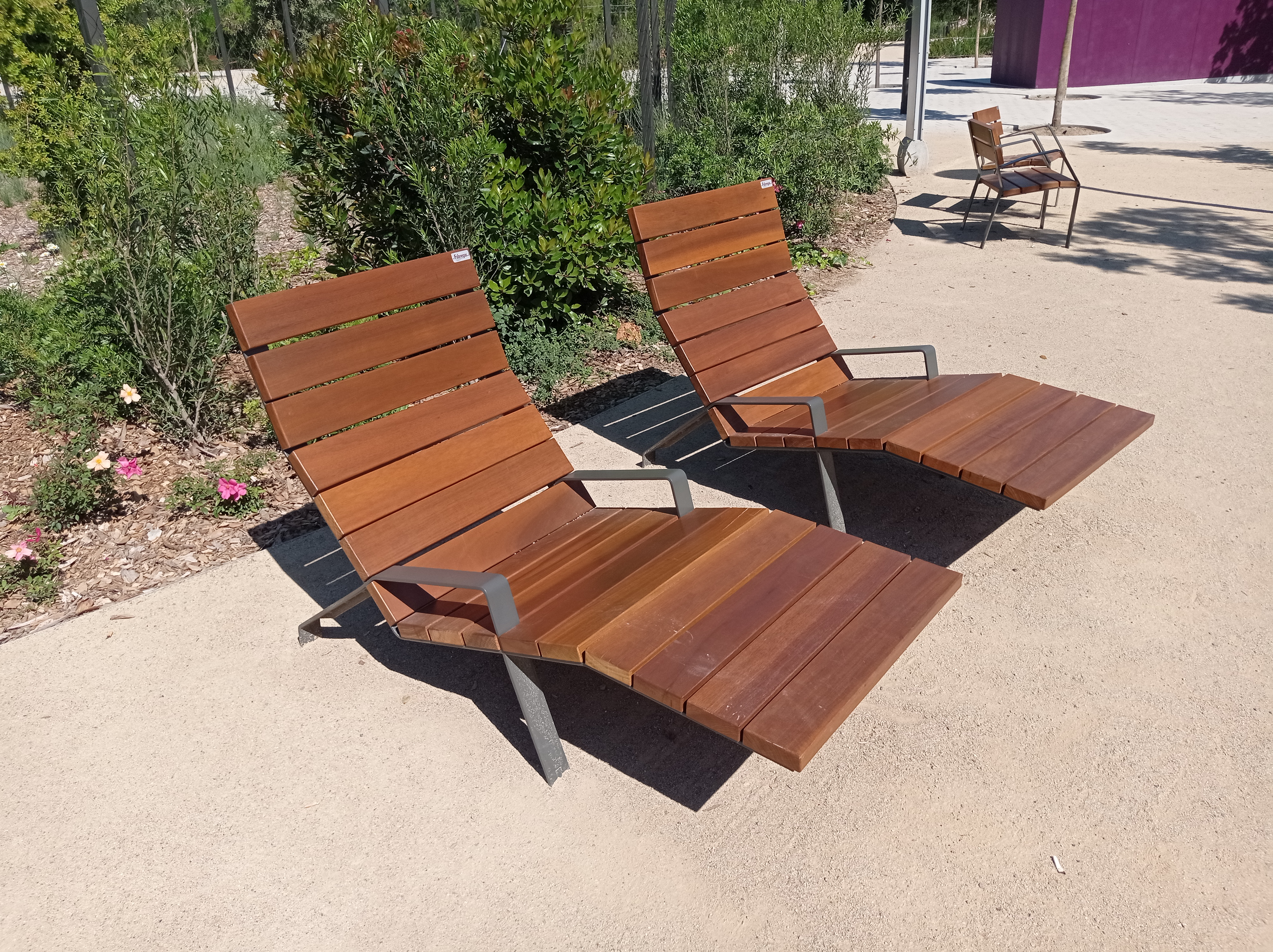
Tumbonas
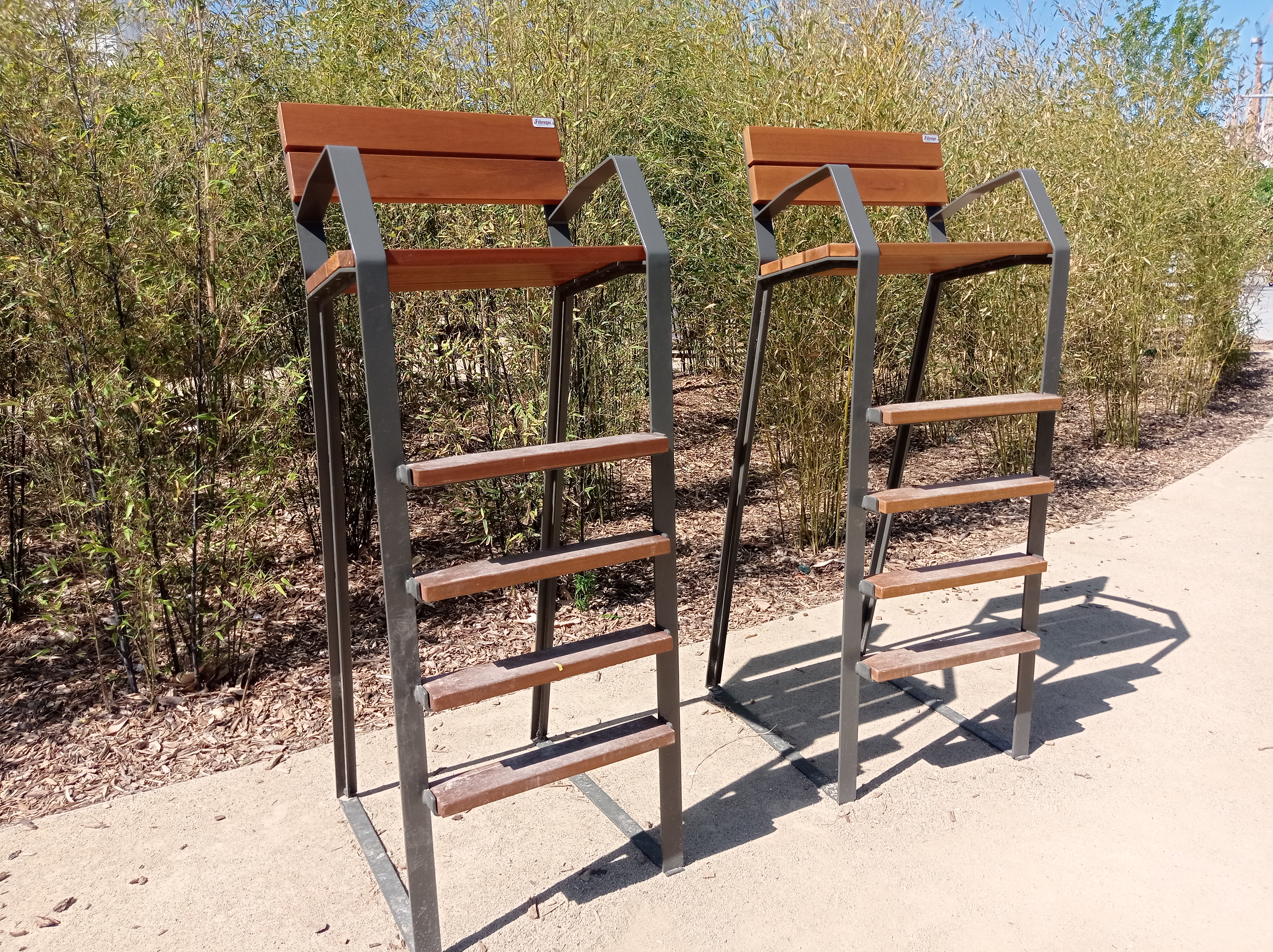
Sillas elevadas